# Narcissistic Personality Inventory
Das Narcissistic Personality Inventory (NPI) ist ein Messinstrument für Narzissmus der Persönlichkeitspsychologie, also für nicht-pathologische, subklinische Ausprägungen.
Das NPI wurde 1979 von Robert N. Raskin und Calvin S. Hall entwickelt und von Raskin und Terry im Jahr 1988 überarbeitet. Es ist das international verbreitetste und am besten validierte Inventar für das Persönlichkeitskonstrukt Narzissmus.

## Inhalt und Umfang
Das NPI umfasst in der häufig verwendeten Langform (NPI-40) 40 Items, in der Kurzform (NPI-15) 15 Items zur Selbstbeurteilung. Daneben wurden auch andere Versionen genutzt, etwa die 1984 entwickelte 54-Item-Version von Emmons, die eine Vier-Faktoren-Struktur des Konstruktes Narzissmus ergab. Die Items sind in Forced-Choice-Form gegeben. Die Varianten von Emmons und Raskin & Terry sind nur eingeschränkt vergleichbar, da die Anzahl der Items sowie der methodische Hintergrund der Faktorenanalyse unterschiedlich ist.
Für das etablierte NPI-40 wurden sechs Skalen definiert, die faktorenanalytisch auf Basis einer Sammlung von 200 Items ermittelt wurden:
1. Führungspersönlichkeit
2. Physische Eitelkeit
3. Anspruch / Dominanz
4. Überheblichkeit / Überlegenheitsgefühl
5. Ehrgeiz / Führungswille
6. Unabhängigkeit / Einfluss

## Psychometrische Eigenschaften
Das Narcissistic Personality Inventory wurde von Schütz, Marcus und Sellin in ihrer Veröffentlichung „Die Messung von Narzissmus als Persönlichkeitskonstrukt: Psychometrische Eigenschaften einer Lang- und einer Kurzform des Deutschen NPI (Narcissistic Personality Inventory)“ von 2004 als „hinreichend konsistent und zeitlich stabil“ bezeichnet.